# Paige Novak
Paige Novak es un personaje ficticio de la serie de televisión australiana Neighbours interpretada por la actriz Olympia Valance desde el 2 de junio de 2014 hasta el 30 de marzo del 2018.

## Biografía
Paige llega por primera vez a Erinsborough en junio del 2014 luego de enterarse de que sus padres biológicos intentaban encontrarla, primero conoce a su mamá Lauren Carpenter en el café pero no le dice que es su hija, Paige la ayuda con un cliente por lo que Lauren queda impresionada con ella pero cuando se encuentra con Amber Turner su media hermana las cosas no salen bien cuando Paige comienza a coquetear con su novio Joshua Willis. Lauren le ofrece a Paige una oportunidad de ponerla a prueba durante una semana para ver si podía trabajar en el café y ella acepta, poco después cuando Lauren comienza a contarle a Paige sobre su familia.
Cuando Paige visita el gimnasio local conoce a su padre Brad Willis y tampoco le dice quién es, al inicio Paige cree que sus padres están juntos pero cuando descubre que ambos están con otras personas se decepciona. Durante un entrenamiento en el gimnasio Paige se encuentra de nuevo con Joshua y comienza a coquetear con él pero cuando descubre que es su medio hermano se detiene.
El 30 de marzo del 2018 Paige decidiera mudarse a Queensland con Jack Callahan y su hijo Gabriel.